# Republic of Doyle
Republic of Doyle is een Canadese drama/comedy/politieserie, bedacht door Allan Hawco. De serie werd in Canada vanaf 6 januari 2010 uitgezonden op de Canadese zender CBC Television en eindigde op 10 december 2014 na 6 seizoenen. Republic of Doyle werd tot 13 maart 2015 in Nederland uitgezonden op de televisiezender 13th Street.

## Inhoud
Republic of Doyle speelt zich af in St. John's, Newfoundland en Labrador. Het volgt de avonturen van voormalig politieagent Jake Doyle en zijn vader, gepensioneerde politieagent Malachy Doyle. Ze werken als privédetectives onder de naam "Doyle and Doyle" samen met Rose Doyle, de tweede vrouw van Malachy. Ongeacht hun geschiedenis bij de politie bevinden ze zich niet altijd aan de juiste kant van de wet. Met hun privédetective zaken worden ze geholpen door Leslie Bennet, een agent (later sergeant en inspecteur) bij de Royal Newfoundland Constabulary, Nikki Renholds, een arts bij het St John's ziekenhuis en de ex-vrouw van Jake, en Desmond "Des" Courtney, een crimineel en graffitikunstenaar die verliefd is op Katrina 'Tinny' Doyle-Courtney de nicht van Jake en kleindochter van Malachy.

## Rolverdeling

### Hoofdrol
- Allan Hawco als Jake Doyle
- Seán McGinley als Malachy Doyle
- Lynda Boyd als Rose Miller / Rose Doyle
- Krystin Pellerin als Leslie Bennett
- Rachel Wilson als Dokter Nikki Renholds (hoofdrol, seizoen 1; terugkerende rol , seizoen 2–6)
- Mark O'Brien als Desmond "Des" Courtney
- Marthe Bernard als Katrina "Tinny" Doyle
- Bob Cole als Voice of the Republic

### Terugkerende rol
- Steve O'Connell als Sergeant Daniel Hood
- Sean Panting als Walter McLean
- Michelle Nolden als Allison Jenkins (seizoen 2–5)
- Jonathan Goad als Christian Doyle
- Krista Bridges als Kathleen Doyle (seizoen 3–6)
- Lola Tash als Sloan Daniels (seizoen 5–6)
- Rick Roberts als Burgemeester William Cadigan Clarke (seizoen 2–5)
- Jonathan Keltz als Grayson Mann (seizoen 4–5)
- Patricia Isaac als Monica Hayward (seizoen 4)

## Afleveringen

### Seizoen 1: 2010
| Totaal № | Aflevering № | Titel                              | Originele uitzenddatum (CA) |
| -------- | ------------ | ---------------------------------- | --------------------------- |
| 1        | 1            | Fathers and Sons                   | 6 januari 2010              |
| 2        | 2            | The Return of the Grievous Angel   | 13 januari 2010             |
| 3        | 3            | Duchess of George                  | 20 januari 2010             |
| 4        | 4            | Blood is Thicker Than Blood        | 27 januari 2010             |
| 5        | 5            | Hit and Rum                        | 3 februari 2010             |
| 6        | 6            | The One Who Got Away               | 10 februari 2010            |
| 7        | 7            | The Woman Who Knew Too Little      | 3 maart 2010                |
| 8        | 8            | The Tell-Tale Safe                 | 10 maart 2010               |
| 9        | 9            | He Sleeps with the Chips           | 17 maart 2010               |
| 10       | 10           | The Pen is Mightier Than the Doyle | 24 maart 2010               |
| 11       | 11           | The Horse Divided                  | 31 maart 2010               |
| 12       | 12           | The Fall of the Republic           | 7 april 2010                |

### Seizoen 2: 2011
| Totaal № | Aflevering № | Titel                                       | Originele uitzenddatum (CA) |
| -------- | ------------ | ------------------------------------------- | --------------------------- |
| 13       | 1            | Live and Let Doyle                          | 12 januari 2011             |
| 14       | 2            | Popeye Doyle                                | 19 januari 2011             |
| 15       | 3            | A Stand Up Guy                              | 26 januari 2011             |
| 16       | 4            | The Son Also Rises                          | 2 februari 2011             |
| 17       | 5            | Something Old, Something Blue               | 9 februari 2011             |
| 18       | 6            | The Ryans and the Pittmans                  | 16 februari 2011            |
| 19       | 7            | Crashing on the Couch                       | 23 februari 2011            |
| 20       | 8            | Sympathy for the Devil                      | 2 maart 2011                |
| 21       | 9            | Will the Real Des Courtney Please Stand Up? | 9 maart 2011                |
| 22       | 10           | The Special Detective                       | 16 maart 2011               |
| 23       | 11           | Don't Gamble with City Hall                 | 23 maart 2011               |
| 24       | 12           | St. John's Town                             | 30 maart 2011               |
| 25       | 13           | Family Business                             | 6 april 2011                |

### Seizoen 3: 2012
| Totaal № | Aflevering № | Titel                    | Originele uitzenddatum (CA) |
| -------- | ------------ | ------------------------ | --------------------------- |
| 26       | 1            | Streets of St. John's    | 11 januari 2012             |
| 27       | 2            | Head Over Heels          | 18 januari 2012             |
| 28       | 3            | Hot Package              | 25 januari 2012             |
| 29       | 4            | Rusted Steele            | 1 februari 2012             |
| 30       | 5            | Dead Man Talking         | 8 februari 2012             |
| 31       | 6            | The Dating Game          | 15 februari 2012            |
| 32       | 7            | High School Confidential | 22 februari 2012            |
| 33       | 8            | Two Jakes and a Baby     | 29 februari 2012            |
| 34       | 9            | Mirror, Mirror           | 7 maart 2012                |
| 35       | 10           | One Angry Jake           | 14 maart 2012               |
| 36       | 11           | Live Wire                | 21 maart 2012               |
| 37       | 12           | Con, Steal, Love         | 28 maart 2012               |
| 38       | 13           | Under Pressure           | 4 april 2012                |

### Seizoen 4: 2013
| Totaal № | Aflevering № | Titel                 | Originele uitzenddatum (CA) |
| -------- | ------------ | --------------------- | --------------------------- |
| 39       | 1            | From Dublin with Love | 6 januari 2013              |
| 40       | 2            | Blood Work            | 13 januari 2013             |
| 41       | 3            | Identity Crisis       | 20 januari 2013             |
| 42       | 4            | Carlotta's Way        | 27 januari 2013             |
| 43       | 5            | The Heroine           | 10 februari 2013            |
| 44       | 6            | The Common Wealth     | 17 februari 2013            |
| 45       | 7            | In Brigus             | 24 februari 2013            |
| 46       | 8            | Multitasking          | 24 maart 2013               |
| 47       | 9            | Retribution           | 31 maart 2013               |
| 48       | 10           | Gimme Shelter         | 7 april 2013                |
| 49       | 11           | The Devil Inside      | 14 april 2013               |
| 50       | 12           | Return of the Kingpin | 21 april 2013               |
| 51       | 13           | What Doesn't Kill You | 21 april 2013               |

### Seizoen 5: 2013 - 2014
| Totaal № | Aflevering № | Titel                 | Originele uitzenddatum (CA) |
| -------- | ------------ | --------------------- | --------------------------- |
| 52       | 1            | Bon Cop, Bueno Cop    | 2 oktober 2013              |
| 53       | 2            | The Overpass          | 9 oktober 2013              |
| 54       | 3            | Firecracker           | 16 oktober 2013             |
| 55       | 4            | Gun for Hire          | 23 oktober 2013             |
| 56       | 5            | The Works             | 30 oktober 2013             |
| 57       | 6            | Missing               | 13 november 2013            |
| 58       | 7            | Hook, Line and Sinker | 20 november 2013            |
| 59       | 8            | Young Guns            | 27 november 2013            |
| 60       | 9            | Major Crimes          | 4 december 2013             |
| 61       | 10           | Brother in Arms       | 11 december 2013            |
| 62       | 11           | Frame Job             | 8 januari 2014              |
| 63       | 12           | Sleight of Hand       | 15 januari 2014             |
| 64       | 13           | Welcome Back Crocker  | 22 januari 2013             |
| 65       | 14           | If the Shoe Fits      | 29 januari 2014             |
| 66       | 15           | Expansion             | 5 februari 2014             |
| 67       | 16           | Buried                | 5 februari 2014             |

### Seizoen 6: 2014
| Totaal № | Aflevering № | Titel                     | Originele uitzenddatum (CA) |
| -------- | ------------ | ------------------------- | --------------------------- |
| 68       | 1            | Dirty Deeds               | 15 oktober 2014             |
| 69       | 2            | No Rest for the Convicted | 22 oktober 2014             |
| 70       | 3            | Smash Derby               | 29 oktober 2014             |
| 71       | 4            | The Driver                | 5 november 2014             |
| 72       | 5            | True Lies                 | 12 november 2014            |
| 73       | 6            | The Pint                  | 19 november 2014            |
| 74       | 7            | When the Whistle Blows    | 26 november 2014            |
| 75       | 8            | Body of Evidence          | 3 december 2014             |
| 76       | 9            | Judgement Day             | 10 december 2014            |
| 77       | 10           | Last Call                 | 10 december 2014            |

## Prijzen en nominaties

### Canadian Cinema Editors Awards
| Jaar | Categorie                                   | Genomineerde  | Resultaat   | Ref   |
| ---- | ------------------------------------------- | ------------- | ----------- | ----- |
| 2011 | Best Editing in Long Form Television Series | Michael Pacek | Genomineerd | [ 1 ] |

### Canadian Comedy Awards
| Jaar | Categorie                                         | Genomineerde | Resultaat   | Ref   |
| ---- | ------------------------------------------------- | ------------ | ----------- | ----- |
| 2011 | Best Performance by a Male in a Television Series | Mark O'Brien | Genomineerd | [ 2 ] |
| 2014 | Best Performance by a Male in a Television Series | Mark O'Brien | Genomineerd | [ 3 ] |

### Canadian Screen Awards
| Jaar | Categorie                                                                   | Genomineerde                                                                                     | Resultaat   | Ref   |
| ---- | --------------------------------------------------------------------------- | ------------------------------------------------------------------------------------------------ | ----------- | ----- |
| 2013 | Best Performance in a Guest Role, Dramatic Series                           | Gordon Pinsent                                                                                   | Gewonnen    | [ 4 ] |
| 2014 | Best Cross-Platform Project, Fiction - The Republic of Doyle Ride-Along App | Allen Martin, Eva Riinitze, Fergus Heywood, Helen Asimakis, John Vatcher, Mike Evans, Rose Paton | Genomineerd | [ 4 ] |

### Gemini Awards
| Jaar | Categorie                                                                         | Genomineerde                                                                                        | Resultaat   | Ref   |
| ---- | --------------------------------------------------------------------------------- | --------------------------------------------------------------------------------------------------- | ----------- | ----- |
| 2010 | Best Dramatic Series                                                              | Allan Hawco, John Vatcher, Rob Blackie, Michael Levine                                              | Genomineerd | [ 4 ] |
| 2010 | Best Performance by an Actor in a Continuing Leading Dramatic Role                | Allan Hawco                                                                                         | Genomineerd | [ 4 ] |
| 2010 | Best Performance by an Actress in a Continuing Leading Dramatic Role              | Lynda Boyd                                                                                          | Genomineerd | [ 4 ] |
| 2010 | Best Performance by an Actress in a Featured Supporting Role in a Dramatic Series | Rachel Wilson                                                                                       | Genomineerd | [ 4 ] |
| 2010 | Best Photography in a Dramatic Program or Series                                  | Michael Storey                                                                                      | Genomineerd | [ 4 ] |
| 2011 | Best Performance by an Actress in a Continuing Leading Dramatic Role              | Krystin Pellerin                                                                                    | Genomineerd | [ 4 ] |
| 2011 | Best Production Design or Art Direction in a Fiction Program or Series            | Gordon Barnes                                                                                       | Genomineerd | [ 4 ] |
| 2011 | Best Sound in a Dramatic Series                                                   | Scott Yates, Peter Clements, Harvey Hyslop, Andrew Tay, Paul Steffler, Mark Shnuriwsky, Lori Clarke | Genomineerd | [ 4 ] |